# John Thornton (cartographe)
John Thornton est un cartographe, graveur et éditeur anglais né à Londres en 1641 et mort en 1708.

## Cartes publiées
- Voir The English pilot, 4 vol, vendus séparément à partir de 1689 (vol. 3 en 1703).
- 1703, A Large Draught of the South Part of Borneo. Voir en ligne.
- 1748, A Draught of the Coast of New Holland and Parts Adjacent. Voir en ligne.